# Lisa Misipeka
Lisa Vasa Misipeka-Allen, atletinja Ameriške Samoe, * 3. januar 1975, Ameriška Samoa.
Nastopila je na poletnih olimpijskih igrah v letih 1996, 2000 in 2004, leta 2000 je dosegla štirinajsto mesto v metu kladiva. Na svetovnih prvenstvih je dosegla bronasto medaljo v isti disciplini leta 1999.